# Mianeh
Mianeh o Miyaneh (farsi میانه; azero Miyanə) è il capoluogo dello shahrestān di Mianeh nell'Azerbaigian orientale, una delle 31 province dell'Iran. È la quarta città più popolata della Provincia.

## Geografia fisica
Mianeh è situata in una valle, a circa 439 chilometri a nord-ovest di Teheran e a circa 187 chilometri a sud-est della più grande città e capitale Dell'Azerbaigian orientale, Tabriz. Il nome originale della città era Miyana che dopo l'invasione araba in Iran, è stato chiamato Miyanej, ed è stato spesso indicato come Garmrood. Mianeh è una delle città più antiche della regione e le sue fondamenta risalgono all'era pre-islamica Dell'Iran e all'emergere del regno dei Media. La città è stata per molti anni un crocevia economico e culturale.

## Storia

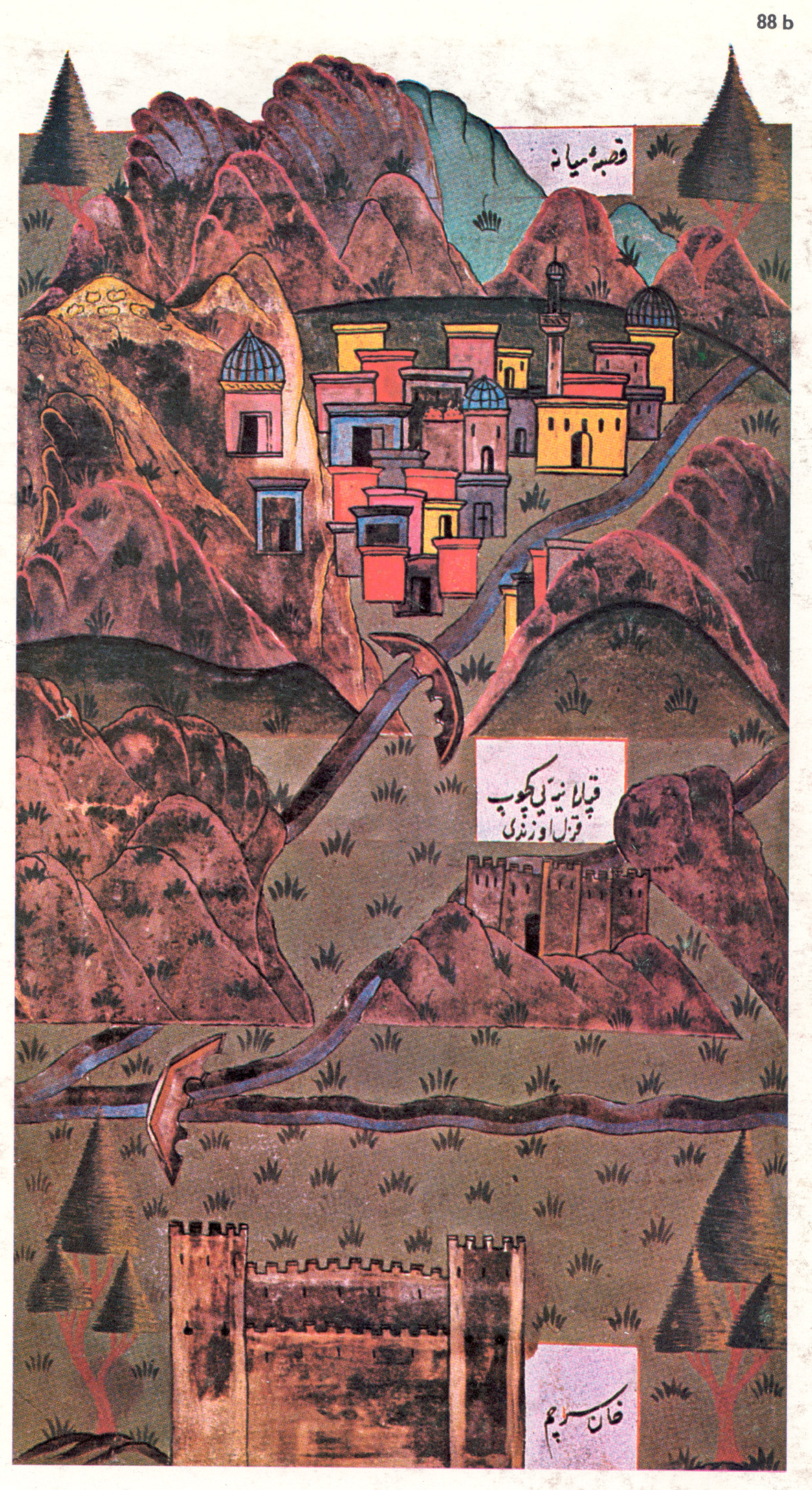
Mappa del sedicesimo secolo

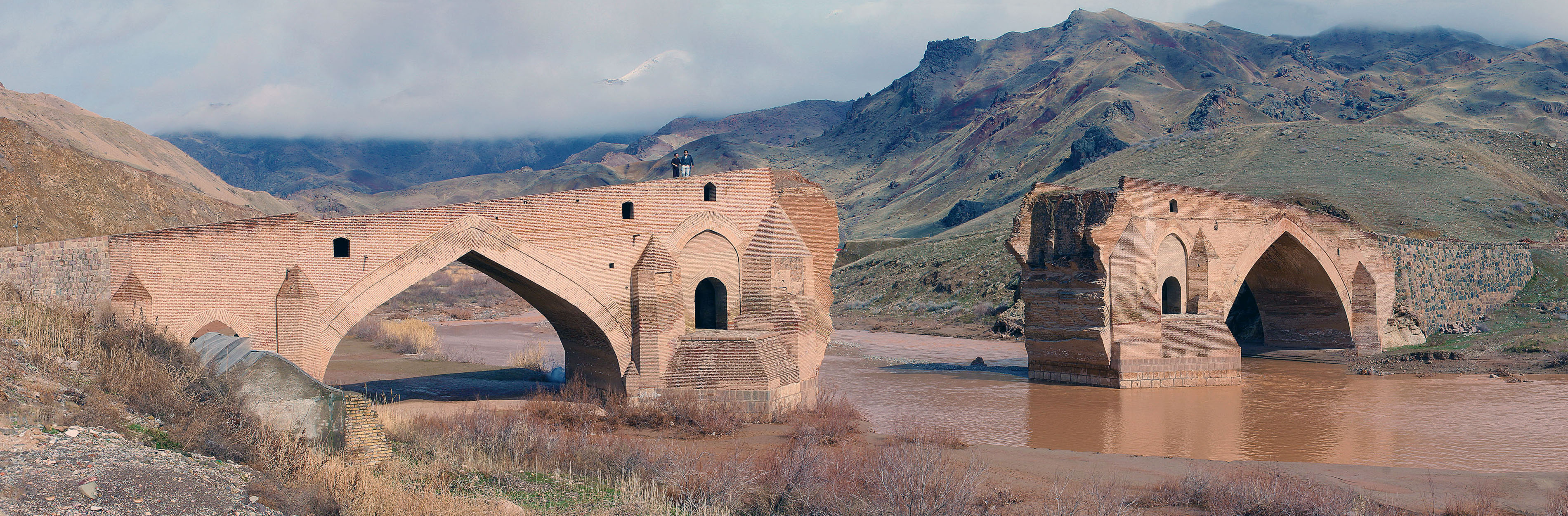
Kiz bridge (Qız Körpüsü)

Durante i tempi antichi, Mianeh passò attraverso le mani di diverse dinastie e regni, come Media, L'Impero achemenide e Atropatene, e fu sede di una tribù chiamata Sagartians. Con la conquista islamica della Persia nel 7º secolo, i residenti mediani furono convertiti e la città di Mianeh divenne musulmana. Gran parte dell'architettura nelle vicinanze di Mianeh fu costruita durante il regno dei Mongoli (XIII-XIV secolo), che a un certo punto distrussero l'intera città. Molti degli abitanti di Mianeh combatterono i Mongoli durante la loro invasione dell'Iran settentrionale.
I monumenti storici di Mianeh includono la Tomba di Imamzadeh Esmail, il Castello di Kiz e la Moschea di pietra di Tark. Un altro monumento di Mianeh, Kiz Bridge (Qız Körpüsü)(nella foto), fu parzialmente distrutto nel dicembre 1946 dai separatisti comunisti del "Partito Democratico Dell'Azerbaigian" in un inutile tentativo di fermare l'avanzata Dell'Esercito Imperiale Iraniano.
Mianeh è la terza città più grande Dell'Azerbaigian orientale dopo Tabriz e Maragheh, e la sua popolazione continua ad aumentare in ogni censimento. Alla fine del 20º secolo molte società di nuova costituzione si stabilirono nella città, che divenne così una città economicamente strategica per L'Azerbaigian orientale. La coltura principale su larga scala nella zona è il granturco, che viene utilizzato per fare scope tradizionali.

## Economia
Latticini, un tipo di scopa, mele, miele, pane non lievitato e tappeti.

## Altri progetti

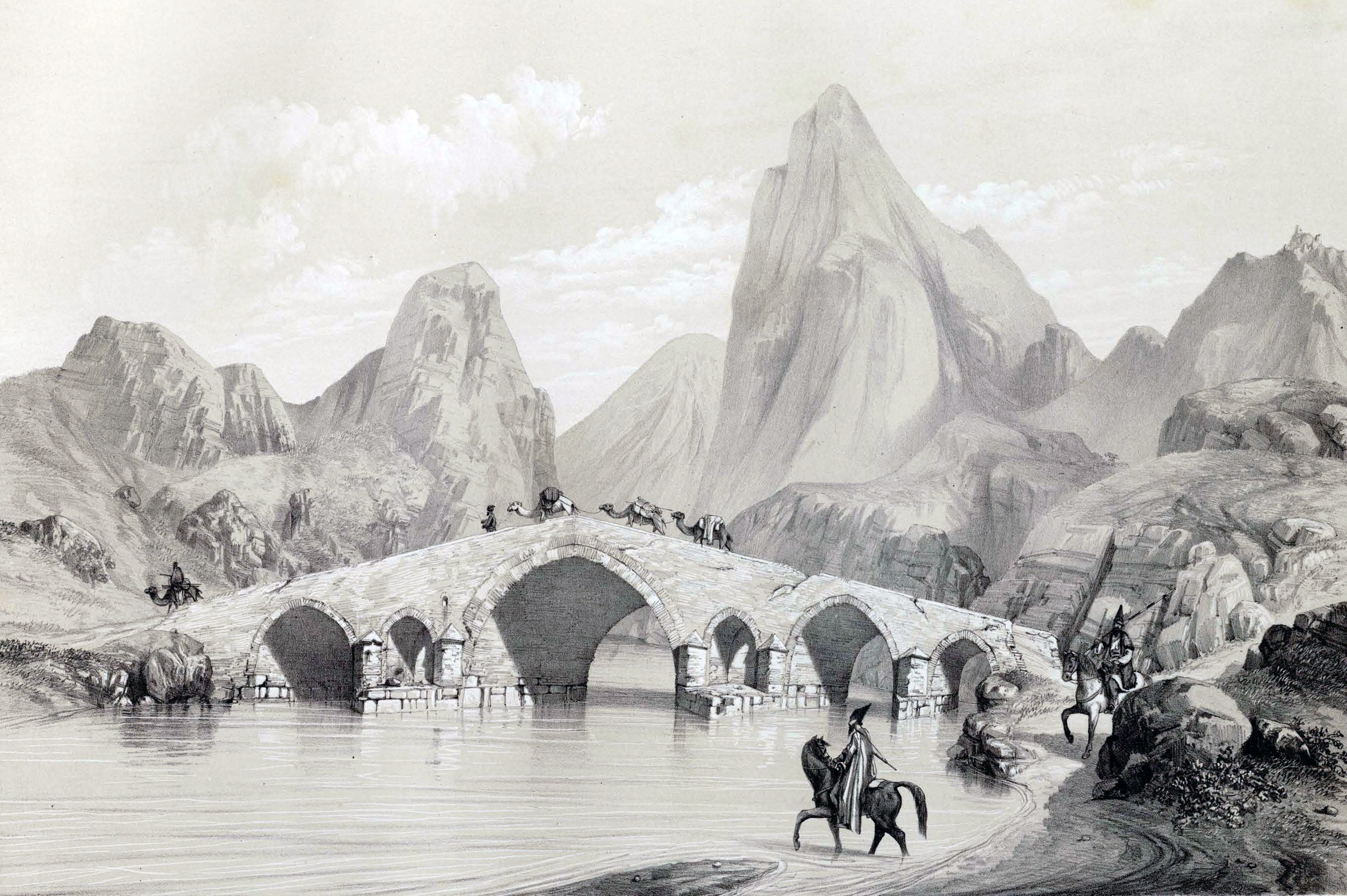
Il ponte Kizil-Hauzen, disegnato da Eugène Flandin nel 1840

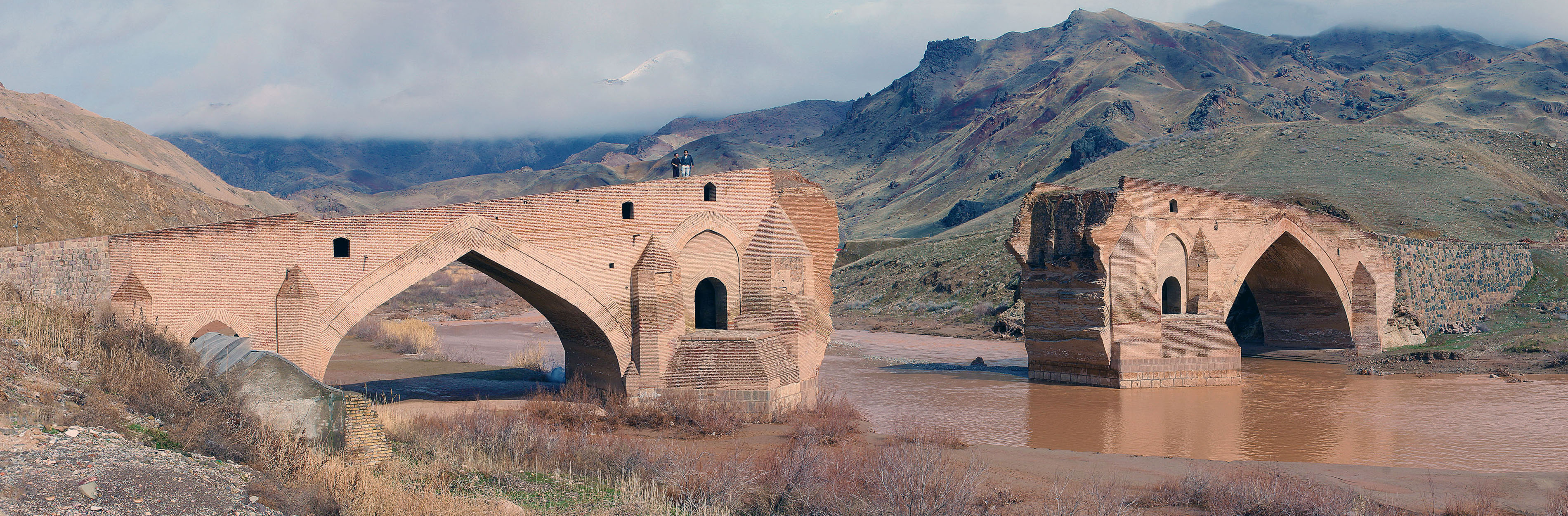
Il ponte nel 2013, la parte centrale crollò nel 1946